# شيميلي (أورن)
شيميلي هي بلدية في أورن في شمال غرب فرنسا.